# 紀元2600年記念日本万国博覧会
紀元2600年記念日本万国博覧会（きげんにせんろっぴゃくねんきねん にほんばんこくはくらんかい）は、1940年（昭和15年）に日本の東京府東京市（現・東京都区部）で開催予定であった国際博覧会である。
日中戦争の激化の中、英仏が不参加を表明、その圧力で参加を取りやめる国が続出することが予想されるなど、諸般の事情により中止された。

## 概要
1929年に民間から万国博覧会の開催が提案され東京府・神奈川県知事、東京・横浜市長、商工会議所が賛同し1934年に「日本万国博覧会協会」を設立。企画過程で皇紀二千六百年行事として1940年の開催計画とした。目的として、世界産業の発達、国際平和の増進を掲げ、当時、大陸進出を進めてきた日本の国際孤立の打開も期待された。
1937年には総裁に秩父宮雍仁親王、副総裁に近衛文麿総理大臣、名誉会長に吉野信次商工大臣と阪谷芳郎男爵、協会会長に藤原銀次郎等協会人事を決定し入場者数4500万人の予測や会場計画委員会の設置など具体的準備を進めた。
しかし1939年のニューヨーク万博開催の申請が既にあり、国際博覧会条約では万国博覧会種別（現在の「登録博覧会」種別）での開催は先の開催から2年以上の経過が必要なため同種別での開催は困難なほか日本が同条約に未加盟なため申請が不認可となる観測が立った。その後在仏日本大使館を通じての交渉の結果「東西文化の融合」をテーマとした特殊博覧会種別（現在の「認定博覧会」種別）での開催が提案され1938年3月に世界70カ国へ招請状が発出された。
1940年（皇紀2600年）は、神武天皇が紀元前660年に初代の天皇に即位して2600周年の節目の年であるとして、紀元2600年を祝賀する行事のほか、様々な国際的イベントも招致された。オリンピックも夏季大会が東京市で、冬季大会が北海道札幌市で開催されることが決定していた。
東京市の月島4号地（現在の晴海）を日本展示に、5号地（現在の豊洲）を海外展示にメイン会場として開催する計画とし、勝鬨橋は博覧会開催のための整備の一環で晴海側の入り口につなげるものとして造られた。それ以外では台場公園、横浜市の山下公園も会場予定地となった。予算規模は東京オリンピックの約3094万円を上回る4450万円、道路改修や架橋等の公共事業費に1500万円を見込み一部を総額3650万円規模の賞金付き前売り券で賄い1938年には第1期1000万円分の発売が開始された。
開催期間は3月15日から8月31日までの170日間を予定しており、国家的イベントになるはずであった。しかし日中戦争が激化したため、資源が使われることを危惧した軍部の反対、および参加国の減少が確実になったことなどで、1938年7月15日に延期が決定し、実質的な中止となった。なお延期決定後も入場券付属の宝くじ抽選が行われたり、万国博協会の会誌「万博」は海外の万博視察報告や日本で開催する万博のあり方を考える記事を掲載する形で1944年頃までの発行が確認されている。

## 主な施設
東京会場4号地
「精神文化に関わる荘厳な日本建築」を中心とした。
- 事務局 - 唯一完成し開催延期後は傷病兵収容所「東京第一陸軍病院月島分院」に転用し戦災で消失。
- 肇国記念館 - テーマ館、計画当初は「建国記念館」[6]。
- 生活館・社会館
- 保健衛生館・体育館
- 教育館
- 美術館
- 文芸館
- 科学館
- 経済館・資源館・海外発展館
- 鉱山館
- 土木建築館
- 通信交通館・観光館
- 発明館・印刷出版及写真館
- 映画館
- 武徳殿
- 野外演芸場

東京会場5号地
洋風建築を想定した「自由な近代的建築様式」を中心とした。
- 農業館・林業館
- 水産館・食料館
- 蚕糸館
- 紡績館
- 化学工業館・製作工業館
- 航空館
- 機械館・電気館
- 野外大演劇場
- 外国館
- 賛同国特設館
- 外国私設陳列館
- 野外音楽堂
- 演芸館

横浜会場
- 海洋館
- 水産館
- 水族館

## 前売り券
1938年3月10日から15日間第1回前売券100万枚を1等２千円のクジ付きで大人12枚綴り1冊10円で売出し、数十万冊が販売された。延期決定後1939年4月1日から20日間日本交通公社で払い戻しを受け付け80%が払い戻しされた。
その後1970年の日本万国博覧会に際しては「1940年万博の際の社団法人日本万国博覧会協会と、1970年万博の際の財団法人日本万国博覧会協会は別個で、債権債務の引き継ぎは無い」「閣議決定公告での次期開催時有効の文言は紀元2600年記念祝賀行事としての物で、現在でも有効とは考えられない」「当時の入場券は払戻が行われており、民法第168条によって債権は消滅したものと考えられる」といった理由から1940年万博の入場券は通用しないという結論が当初出されたものの、「当時国債と同じムードで販売されかなり高額だった」「戦争の激化で所持者の移動が激しく、払戻請求が出来なかった人が多い」等の理由から何らかの形で優遇すべきという意見が出され、1966年8月の常任理事会にて優遇措置が決定。「当時入場券の金額はかなり高く、購入者は万博の良き理解者であると見られる」との理由で積極的な招待を行うとして、12枚綴り入場券1冊に付き大人1枚または小人2枚の優待入場を認め、交付印を押し本券を返却する形とした。3077件の利用があった。公式には「中止」でなく「延期」とされた「紀元二千六百年記念万博」の入場券は、大阪万博でそのまま使用できることとされていた。
また、2005年の2005年日本国際博覧会（愛・地球博）でも、会期中の4月より1970年万博を踏襲し12枚つづり1冊に付き2枚と交換する形で使用可能とし、券面番号確認後に招待券が発行され、回数券そのものは番号を控えた上で返却された。96件の利用があった。
2025年4月より大阪・夢洲で開催されている2025年日本国際博覧会（大阪・関西万博）でも、同年5月5日から使用が可能であると発表されており、会場内の窓口や郵送にて、回数入場券1枚につき大人一日券2枚を渡す措置が採られている。
日本万国博覧会では3,077枚、2005年の日本国際博覧会では48冊（96枚）使用されたという。